# Света Богородица (Равна)
Останките на средновековния укрепен манастир „Св. Богородица“ се намира в близост до жп спирка Равна, на около 3 км северозападно от центъра на селото. Манастирът е с неправилна елиптична форма, следваща конфигурацията на терена, като е разположен на малък хълм в северното подножие на крепостта в местност „Калето“ при село Черковна. От запад манастирът е защитен от малък десен приток на река Провадийска.
Крепостните стени обграждат манастира от всички страни и са с дебелина от 1,5 m, като затварят площ от 8 дка. Манастирът има два входа на северозападната стена и в югоизточния ъгъл. В северозападния ъгъл се забелязва голяма кула с неправилна форма, а на южната стена извън манастира е била долепена правоъгълна сграда, най-вероятно странноприемница.
Манастирът е уникален за българската и световната история. Неговото основаване е датирано от каменен надпис с точност – 23 април 889 г. Основан е от княз Борис I след покръстването на българския народ и е пряко свързан с княза и с цар Симеон Велики. На основание открития археологически материал археолозите предполагат, че това е манастирът, в който цар Симеон се е обучавал да поеме поста на български Патриарх след връщането си от Константинопол и преди възкачването му на престола. В манастира са открити над 330 надписа на 5 различни графични системи. Също така са открити над 3200 рисунки, всечени в стените на манастира. Това е нещо непознато до този момент нито в средновековна България, нито в някоя от славянските страни, нито, колкото и дръзко да е, във Византия. Тези графични системи са руническото писмо, гръцкото писмо, латинското писмо, кирилското писмо, глаголическото писмо. Обитателите на този манастир или поне по-голямата част от тях са познавали и са боравели с четирите графични системи. Руническото писмо е графична система, която се свръзва с прабългарите.
Заедно с тези надписи са открити и близо 30 алфавити на гръцки език. Това показва, че там усилено се е изучавал гръцкият език, имало е училище, тъй като изучаването на гръцки език е било крайно необходимо във връзка с преводаческата дейност. Такива опити са правени както преди идването на Кирило-Методиевите ученици, така също и след идването им, защото е била необходима огромна литература, която е тясно свързана с новата християнска религия.
Сред рисунките има много изображения на конници, езически жреци, символи „кон“ и „кръст“. Изобразени са християнски светци, например Св. Василий и Св. Алексий. Представена е сцената на Възнесението. Има също образи на различни животни – елен, козел, вълк и заек. Върху варовиковите отломъци личат заставки, познати от украсата на най-ранните старобългарски ръкописи. Прави впечатление, че буквите от надписите имат същата големина и начертания, каквито имат и върху пергамента. Всичко това дава основание изданието на ЮНЕСКО да нарече манастира край Равна „каменна библиотека от Х век“, „първата българска езикова лаборатория“.
В манастира са разкрити църква, скрипторий, жилищни сгради, баня. Манастирът е опожарен през втората половина на ХI век при нашествието на печенезите.
Останките от манастира са трудно достъпни. От автомагистралата Варна – София трябва да се отклоните към разклона за гр. Провадия. Преди да стигнете Провадия, завивате към с. Венчан. След около 6 километра ще стигнете гара Равна, която представлява изоставена, но все още съществуваща сграда. Трябва да пресечете железопътната линия, да минете покрай гарата и да завиете надясно. Ще продължите по асфалтовия път, като с автомобил ще стигнете донякъде. Оттам продължавате пеша. Пътят продължава да е асфалтиран, но е обрасъл с храсти и дървета. В края ще стигнете до бивш паркинг. По едвам забележима пътека поемате на север и ще стигнете до останките от манастирския храм. Манастирският комплекс не се поддържа и са нужни усилия да видите това, което е останало.